# Josep Saborit
Josep Saborit (Barcelona, 1767/68 - Olot, 12 d'octubre de 1796) fou un mestre de capella de la segona meitat del segle xviii. Va exercir el magisteri de les capelles de música de les parròquies de Santa Eulàlia de Berga i Sant Esteve d'Olot.

## Biografia[1]
Fill de Barcelona, les primeres notícies de Josep Saborit les trobem al Llibre de Resolucions, 1668 - 1906 de la parròquia de Sant Esteve d'Olot i daten del 28 de maig de 1789, dia en què fou escollit com a nou mestre de capella. En el mateix document, s'explica que Saborit havia sigut fins al moment mestre de capella a la parròquia de Santa Eulàlia de Berga, tot i que no tenim més dades de la feina que va fer a la capella musical d'aquesta ciutat.
A la parròquia de Sant Esteve d'Olot va començar a exercir-hi el 7 de juny del 1789, i malgrat la seva condició d'acòlit, li van concedir les mateixes distribucions de misses, funerals i dret d'infermeria que un beneficiat, per tal que pogués rebre l'ordenació sacerdotal. Tot i això, abans de perpetuar-lo en el càrrec, van donar un marge de temps a Saborit per veure si la convivència era bona. Saborit devia estar tant interessat a preservar aquesta feina (possiblement per motius econòmics), que a part d'acceptar les obligacions, va renunciar a tots els seus béns i drets.
Entre els anys 1793 i 1794, Saborit va tenir alguns problemes de salut que van fer que hagués de ser substituït en les principals funcions litúrgiques per Josep Soca, un dels cantors de la capella. Les amenaces per part de les tropes franceses que va rebre durant la Guerra Gran la vila d'Olot i que van provocar l'agitació de la població olotina, no devien ajudar gaire a la salut de Saborit, que es creu que no va poder conduir la capella durant tot l'any 1795. Tot i l'absència del mestre de capella també durant bona part del 1796, Saborit es va trobar en condicions de dirigir la capella a les grans festes que va celebrar Olot al mateix any, en acabar la guerra amb França. Aquestes festes van ser tan importants, que músics i cantors de Girona i de Vic es van desplaçar fins a Olot per participar en els oficis solemnes a Sant Esteve.
La salut de Saborit va tornar a empitjorar i va traspassar el 12 d'octubre de 1796, als 28 anys.

## Obra
Es conserven un total de 28 obres seves, o atribuïdes a ell, al fons musical SEO (Fons de l'església parroquial de Sant Esteve d'Olot):
- Antífona per a 9 v i Orq.
- Càntic per a 5 v i instr.
- Completes.
- Completes per a 8 v i Orq.
- Cor pastoril per a 4 v i Orq.
- Cor per a 4 v i Orq. 1789
- Cor per a 5 v i Orq.
- Goigs.
- Himne.
- Himne per a 5 v i Orq.
- Lamentació per a 5 v i Orq.
- Lletania per a 5 v i Orq.
- Missa Gaudent in caelis per a 8 v i Orq. 1787
- Oratori per a 5 v i Orq.
- Rosari per a 4 v i Orq. 1790
- Rosari per a 4 v i Orq.
- Salm per a 4 v i Orq.
- Tono.
- Tono per a 4 v i Ac. 1796
- Tono per a 4 v i Ac. 1795
- Tono per a 4 v i Ac. 1797
- Ària per a 1 v i Orq. (atribuïda)
- Goigs per a 3 v i instr. (atribuïda)
- Goigs per a 4 v i Orq. 1791 (atribuïda)
- Salve per a 6 v i Ac. (atribuïda)
- Tono per a 4 v i Ac. (atribuïda)
- Villancets per a 4 v i Ac. (atribuïda)

També es conserven 2 obres seves a la BC (Biblioteca de Catalunya):
- Qui habitat a 4 y orquesta. 1788
- Completas a 4 y a 8 / con violines, oboeses, cornos, viola e basso.

Segons relata Francesc Civil i Castellví també es conserven obres de Saborit als fons musicals de la Catedral de Girona i de Sant Joan de les Abadesses.